# Opciós ügylet
Az opciós ügylet (röviden: opció) egy határidős gazdasági szerződés, amely az egyik félnek egyoldalú vételi (vagy eladási) jogot biztosít valamely mögöttes termékre (például deviza, értékpapír) vonatkozóan, és ugyanakkor az opció kibocsátójának kötelezettséget teremt a mögöttes termék eladására (vagy megvételére).
Az opció jogosultja szabadon és egyoldalúan dönthet arról, hogy él-e a vételi (vagy eladási) jogával az előre megállapodott áron és határidőben.

## Fajtái
- Call (vételi jog)

A vételi opció vételi jogot biztosít jogosultjának (vevőjének), míg az opció kiírója (eladója) kötelezettséget vállal az eladásra.
- Put (eladási jog)

Az eladási opció eladási jogot biztosít jogosultjának (vevőjének), míg az opció kiírója (eladója) kötelezettséget vállal a vételre.

## Főbb típusai
- Európai

Az európai típusú opció esetében a joggal csak egyetlen időpontban, az opció lejáratakor lehet élni. Az opció lejáratkori értéke megegyezik a jegyzési ár és az alaptermék árának különbségével, vagy nullával.
- Amerikai

Az amerikai típusú opció esetében a joggal az opció lejártáig bármikor lehet élni. Az opció lejáratkori értéke (vagy lehíváskori értéke) megegyezik a jegyzési ár és az alaptermék árának különbségével, vagy nullával. Az amerikai típusú opció értéke, a korábbi lehívás lehetőségének köszönhetően, nagyobb vagy egyenlő az európai típusú opció értékéhez viszonyítva.
- Ázsiai

Az ázsiai típusú opció egy egzotikus opció, olyan származékos ügylet, melynek lejáratkori értéke megegyezik a alaptermék lejáratkori árának és az opció élettartama alatti átlagárának különbségével ha ez pozitív értéket ad, máskülönben pedig nulla. Az európai típusú opcióhoz hasonlóan a joggal csak egyetlen időpontban, az opció lejáratakor lehet élni.

## Paraméterei
Az opció alapterméke (mögöttes terméke) az az eszköz, amelynek megvételére vagy eladására az opció jogot biztosít.
Az opció lejárata az az időpont amikor, vagy ameddig az opciót le lehet hívni, azaz a joggal élni lehet.
Az opció kötési árfolyama az az árfolyam, amelyen az opció lehívása esetén az alapterméket meg lehet vásárolni, vagy el lehet adni.
A következő paraméter eltér az eddigi paraméterektől annyiban, hogy a szerződésnek magának nem paramétere, azonban az értékének igen. Az opció volatilitása az opció alapterméke hozamának szórása.
Meghatározására kétféle megközelítés létezik: az egyik a történelmi (historikus), a másik az implicit, vagy visszaszámított volatilitás.
A történelmi volatilitás esetében a volatilitást az alaptermék múltbeli árából kiindulva
határozzák meg. Képlete:
{\displaystyle v={\sqrt {{\frac {1}{N}}\sum _{i=1}^{N}(r_{i}-{\overline {r}})^{2}}}*{\sqrt {252}}}
{\displaystyle r_{i}=ln(S_{i}/S_{i-1})}
ahol
{\displaystyle N} – a múltban vizsgált napok száma
{\displaystyle r_{i}} – az alaptermék hozama az i. napon
{\displaystyle S_{i}} – az alaptermék ára az i. napon
Az implicit volatilitás esetében a volatilitást az opció árából kiindulva határozzák meg. Az implicit volatilitás az a volatilitás érték, ahol az opció elméleti ára éppen egyenlő az aktuális piaci árral.

## Piacai
Piacait tekintve beszélhetünk tőzsdei, illetve tőzsdén kívüli, más néven OTC (Over-the-counter) opcióról.
- Tőzsdei opciók

A tőzsdéken az opciós szerződések tulajdonságai (alaptermék, lejárat, kötési árfolyam) szabványosítva vannak. A legismertebb opciós termékek a tőzsdeindexekre szóló opciók.
A világ legismertebb opciós tőzsdéje a Chicago Board of Trade (CBOT).
A Budapesti Értéktőzsdén a BUX indexre, egyes likvidebb részvényekre, devizákra és mezőgazdasági árukra lehet opciós ügyleteket kötni, bár a forgalom igen alacsony.
- OTC opciók

A tőzsdén kívüli, azaz bankközi piacon leginkább a devizákra és kamatlábakra szóló opciók, valamint az ún. egzotikus opciók kereskedése zajlik.
Ezek az opciók már a kisbefektetők számára is elérhetőek az egyre szaporodó elektronikus kereskedési rendszerek segítségével.

## Értékelése

### Lejáratkori értéke
Az opciók lejáratkori értéke azzal az értékkel egyenlő, amelyet akkor kapnánk, ha az opciót lehívnánk, ha érdemes, vagy nullával, ha az opciót nem érdemes lehívni.
Vételi opció esetében tehát egyenlő az alaptermék árának és a kötési árfolyamnak a különbségével, vagy nullával, ha a különbség negatív. Eladási opció esetében pedig egyenlő a kötési árfolyamnak és az alaptermék árának a különbségével, vagy nullával, ha a különbség negatív.
Képlettel megfogalmazva:
{\displaystyle c_{T}=max(S_{T}-X,0)}
{\displaystyle p_{T}=max(X-S_{T},0)}
ahol
c – a vételi opció értéke
p – a eladási opció értéke
T – a lejárat időpontja
S – az alaptermék ára
X – a kötési árfolyam

### Lejárat előtti értéke
Az opciók értéke lejárat előtt az opció típusától függően határozható meg. Európai típusú opciók esetében az értéket a Black-Scholes képlet határozza meg, mely analitikusan meghatározza az értéket.
Amerikai opciók esetében az érték analitikusan nem, csak numerikus módszerekkel határozható meg. Ezek közül a legismertebb a Binomiális modell.

### Értékének felbontása
Az opció értéke két tényezőre bontható fel, ez az időérték és a belső érték.
Belső érték az az érték, amelyet az opció érne, ha ma lehívnánk (vételi esetén tehát az alaptermék ára a kötési árfolyammal csökkentve). Az időérték az érték fennmaradó része, azaz az opció értéke csökkentve a belső értékkel. Lejáratkor az opció időértéke nulla, az opció értéke egyenlő a belső értékkel.

### Vételi és eladási opciók értékének viszonya
Az európai típusú vételi opció értéke meghatározható az eladási opció értéke és a kötési árfolyam jelenértékének segítségével. Ezt az összefüggést Put-call paritásnak is nevezik, melynek képlete a következő:
{\displaystyle c=S+p-PV(X)}
ahol
c – a vételi opció értéke
p – a eladási opció értéke
S – az alaptermék ára
X – a kötési árfolyam
PV() – a jelenértéket meghatározó függvény

### Európai és amerikai opciók értékének viszonya
Osztalékot nem fizető alaptermék és vételi opció esetén az európai és amerikai típusú opció értéke megegyezik. Egyéb esetekben az amerikai típusú opció értéke nagyobb, mint az európai típusúé.